# 7592 Такінематі
7592 Такінематі (7592 Takinemachi) — астероїд головного поясу, відкритий 23 листопада 1992 року.
Тіссеранів параметр щодо Юпітера — 3,325.
Названо на честь Такінематі (яп. たきねまち(滝根町) такінематі).